# Стена Скульптора

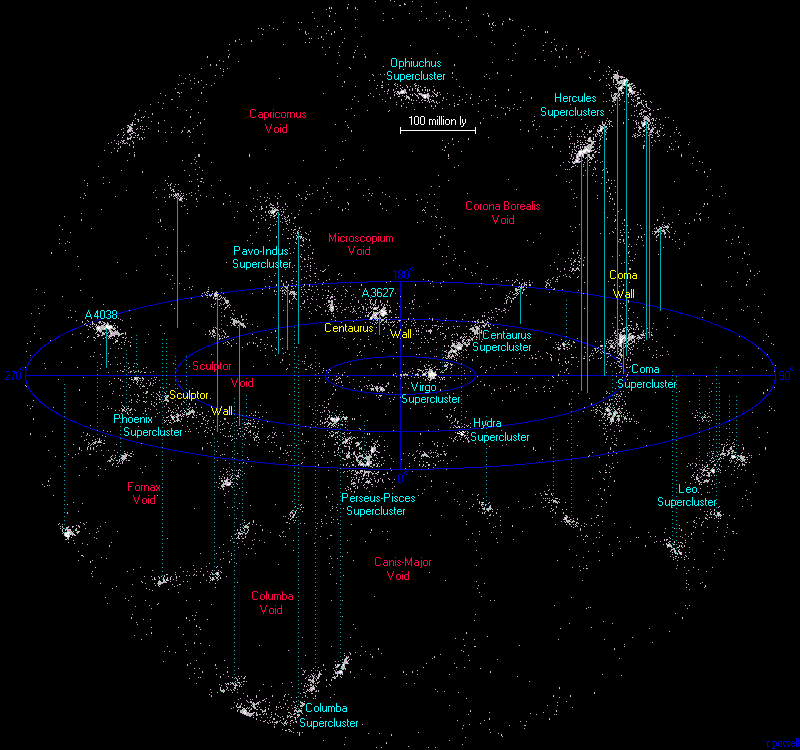
Локальная область Вселенной, включающая Стену Скульптора.

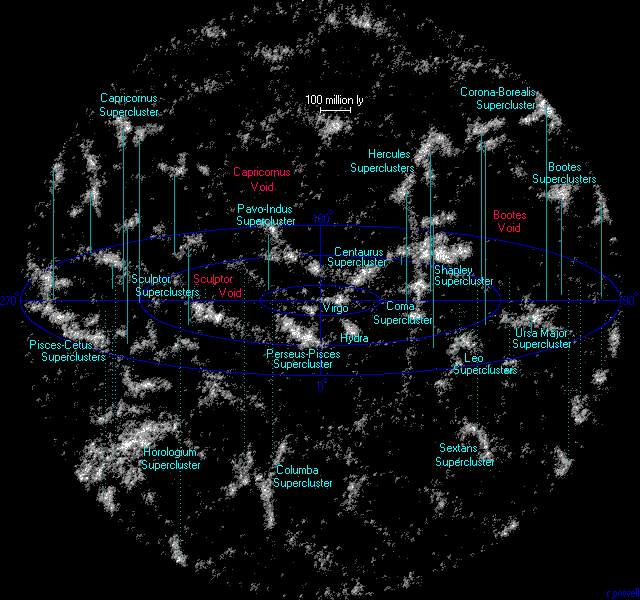
Локальная область Вселенной, включающая Стену Скульптора.

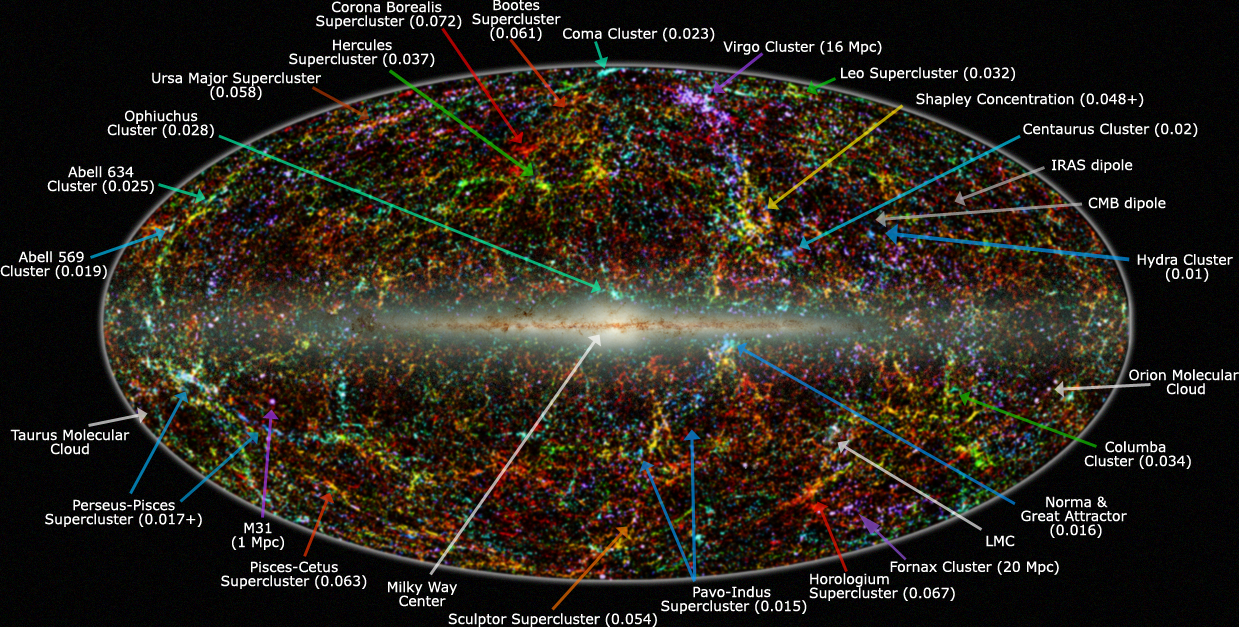
Карта местной части Вселенной по данным 2MASS.

Стена Скульптора (англ. Sculptor Wall) — крупная структура в распределении галактик (галактическая нить), расположенная относительно близко к Млечному Пути (красное смещение z=0,03), также известная как Сверхскопления в Скульпторе.
Стену Скульптора также называют «Великой Южной стеной», «Южной Великой стеной», «Южной стеной», по аналогии с Великой Северной стеной или просто «Великой стеной» — Великой стеной CfA2. Размер структуры соответствует интервалу 8000 км/с по длине и 5000 км/с по ширине, 1000 км/с по глубине в размерности красного смещения. Поскольку рассматриваемые структуры очень велики, то удобно оценивать их размер по величине красного смещения; если использовать значение постоянной Хаббла 67,8 км/с/Мпк, то размер структуры будет составлять около 100 Мпк в длину, 70 Мпк в ширину и 10 Мпк в глубину.
Стена Журавля перпендикулярна Стене Печи и Стене Скульптора.